# Payakumbuh
Payakumbuh è una città dell'Indonesia, situata nella provincia di Sumatra Occidentale.